# Alf (rijeka)
Alf je rijeka u njemačkoj pokrajini Porajnje-Falačka, lijeva pritoka Moselle. Izvire u Eifelu, u blizini Darscheida, istočno od Dauna. Alf teče prema jugu kroz Mehren, Gillenfeld i Bausendorf, gdje skreće na istok i ulijeva se u Moselle kod sela Alf.

## Geografija

### Tok
Alf izvire oko 1 km sjeveroistočno od Hörscheida u vulkanskom Eifelu. Od svog izvora na visini od 549 metara, Alf u početku teče u smjeru juga do sela Darscheid, iz kojeg teče na istok kroz sela Gillenfeld i Strohn. Sljedeći dio Alfa, do Bausendorfa, vrlo je krivudav; zatim skreće prema istoku i presijeca južno šumu Kondelwald, prolazeći pored sela Kinderbeuern i Bengel. Oko 3.5 km iza Bengela naglo mijenja smjer i skreće prema sjeveru. Greben ga sprječava da teče dalje na istok do Moselle, koja je u ovoj točki udaljena samo 500 metara. Nakon probijanja brda Moselle, Alf konačno stiže do Moselle kod Alfa (Cochem-Zell) na visini od 95 metara. Na svojih 53 km tijeka od izvora do ušća, Alf se spušta 454 metara, što joj daje prosječni nagib riječnog korita od 8,6‰.

### Pritoke
| Lijeve pritoke | Desne pritoke |
| --- | --- |
| - Laubach blizu Gillenfelda na 393 m - Diefenbach u blizini Sprinker Milla na 328 m - Holzbach iza mlina Oberscheidweiler na 306 m - Salzbach na 223 m - Olkenbach kod Olkenbacha na 188 m - Ewesbach kod Kinderbeuerna na 167 m - Kammerbach između Kinderbeuerna i Bengela na 149 m - Füllersbach kod Bengela na 141 m - Udelsbach blizu Hammermühlea na 130 m - Saalsbach na 121 m - Üßbach blizu Alf-Fabrika na 107 m | - Irlenbach iza Darscheida na 458 m - Sammetbach iza Niederscheidweilera 222 m - Demichbach na 211 m - Elterbach vor Kraulsmühle na 198 m - Hoegbach blizu Heinzerather Mühle na 193 m - Ilbach kod Bengela na 142 m - Erbach kod Bengela na 142 m - Scherbach kod Bengela na 135 m |

## Vanjske poveznice
|  | Zajednički poslužitelj ima još gradiva o temi Alf (rijeka) |